# نحن نواصل التغيير
نحن نواصل التغيير (بالبلغارية: Продължаваме промяната) هو تحالف انتخابي في بلغاريا بقيادة كيريل بيتكوف وأسين فاسيليف وزيري الاقتصاد والمالية السابقين على التوالي. نافس في انتخابات الجمعية الوطنية البلغارية في نوفمبر 2021، وجاء في المركز الأول بـ 67 مقعدًا. تم منحه تفويضًا لتشكيل حكومة في 13 ديسمبر 2021، وشكلت ائتلافًا واسعًا بين بي إس بي بلغاريا، وهناك مثل هذا الشعب وحزب بلغاريا الديمقراطية.

## الأيديولوجيا
من الناحية الاقتصادية تتمثل الأهداف الرئيسية للائتلاف في خلق بيئة اقتصادية وإدارية مواتية للتنمية الحرة للشركات الصغيرة والمتوسطة الحجم وجذب استثمارات إستراتيجية عالية التقنية. وعلى مستوى سياسي أكثر فإنهم يسعون إلى وقف الفساد وسوء استخدام أموال الدولة وكذلك دعم سيادة القانون.
الأولوية في تشكيل الحكومة هي الوصول إلى التعليم الجيد والرعاية الصحية لجميع المواطنين البلغاريين، والبنية التحتية الحديثة. كما يشددون على السياسة الاجتماعية، ولا سيما تحسين المعاشات للمتقاعدين.
بالنسبة للانتخابات الرئاسية لعام 2021 أعلن بيتكوف وفاسيليف دعمهما للرئيس الحالي رومين راديف. وبالنسبة للانتخابات البرلمانية لعام 2021 قام التحالف بحملته على منصة غامضة لجذب الناخبين من مختلف الاتجاهات، مع التركيز بشكل خاص على فساد حكومة بويكو بوريسوف السابقة. يُنظر إلى كيريل بيتكوف وآسين فاسيليف وكلاهما من رجال الأعمال على أنهما مؤيدان لقطاع الأعمال ويدافعان عن ترسيخ بلغاريا في الاتحاد الأوروبي وحلف شمال الأطلسي.

## البنية
يضم التحالف قائدين هما كيريل بيتكوف وآسين فاسيليف. الحزب الرئيسي في الائتلاف هو «نواصل التغيير». هناك حزبان أصغر «حاملو تفويض» وحزب الطبقة الأوروبية الوسطى، الذين سلموا قوائمهم الحزبية إلى التحالف لاستخدامها في الانتخابات.